# Lepidodactylus aureolineatus
Lepidodactylus aureolineatus este o specie de șopârle din genul Lepidodactylus, familia Gekkonidae, descrisă de Taylor 1915. A fost clasificată de IUCN ca specie cu risc scăzut. Conform Catalogue of Life specia Lepidodactylus aureolineatus nu are subspecii cunoscute.